# 科隆巴
科隆巴是危地馬拉的城鎮，由克薩爾特南戈省負責管轄，位於該國西南部，面積212平方公里，海拔高度1,011米，主要經濟活動有農業和畜牧業，2002年人口38,746。
14°43′N 91°44′W / 14.717°N 91.733°W